# شهرستان واشینگتن (اورگن)
شهرستان واشینگتن، اورگن (به انگلیسی: Washington County, Oregon) شهرستانی در ایالات متحده آمریکا است که در اورگن واقع شده‌است.

## خصوصیات
شهرستان واشینگتن ۱٬۸۸۰٫۳۴ کیلومترمربع مساحت دارد.